# Вишњеволочки хидросистем
57° 35′ 57.3174″ N 34° 32′ 45.9882″ E / 57.599254833° С; 34.546107833° И
Вишњеволочки хидросистем (рус. Вышневоло́цкая во́дная систе́ма) представља каналски систем којим су повезани сливови Балтичког мора и Каспијског језера, односно токови река Мсте и Тверце. Највећи део хидросистема концентрисан је на подручју Тверске области, на северозападу европског дела Руске Федерације, код града Вишњег Волочока. Основни радови на систему извођени су од 1703. до 1720. године, и био је то уједно први и најстарији каналски систем у Русији којим су повезани токови Волге и Неве. Градњом канала знатно је поједностављен трговачки саобраћај између Москве и Санкт Петербурга.
Цео хидросистем је подељен на три дела: први је подручје од града Твера до језера Мстино, други од језера Мстино до града Новгорода, а трећи од Новгорода до ушћа реке Волхов.
Волга → Тверца → Канал Тверца–Цна → Цна → Мстино → Мста → Сиверсов канал → Вишерски канал → Волхов → Ладошки канал → Нева